# Багриновский, Кирилл Андреевич
Кирилл Андреевич Багриновский (25 января 1931, Москва — 20 июня 2015, Москва) — советский и российский экономист, кандидат физико-математических наук (1957), доктор экономических наук (1969), профессор (1971).

## Биография
Окончил механико-математический факультет (1953) и аспирантуру (1956) Московского государственного университета. Впоследствии работал на кафедре вычислительной математики МГУ, в Институте прикладной математики АН СССР, преподавал в Московском инженерно-экономическом институте.
В 1963 году К. А. Багриновский переехал в Новосибирский Академгородок, где продолжил педагогическую деятельность в Новосибирском государственном университете, научную работу — в Институте экономики и организации производства СО АН СССР.
С 1963 по 1975 год преподавал на кафедрах политэкономии, математического анализа, применения математических методов в экономике и планировании экономического факультета НГУ.
В 1975 году вернулся в Москву, где до конца жизни работал в ЦЭМИ РАН, возглавляя лабораторию имитационного моделирования взаимодействия экономических объектов.
Также являлся профессором кафедры экономико-математического моделирования Российского университета дружбы народов, членом диссертационных советов, действительным членом Международной академии организационных наук, членом редакционного совета журнала «Прикладная информатика».
Подготовил более 50 докторов и кандидатов наук, опубликовал более 280 научных работ, в том числе 25 монографий. Основные направления исследований: имитационное моделирование экономических систем; планирование отраслей и предприятий; исследование операций; эквивалентность межотраслевого обмена; технологическая структура экономики; механизмы ресурсосбережения, ценообразования, инновационного развития.
Награждён медалью «За доблестный труд в ознаменование 100-летия со дня рождения В. И. Ленина», орденом «Знак почета» (1975). Заслуженный деятель науки Российской Федерации (1999), лауреат премии Международного научного фонда экономических исследований академика Н. П. Федоренко «За выдающийся вклад в развитие экономической науки в России» (2004).

## Основные работы
Монографии
- Система моделей народнохозяйственного планирования. — М.: Мысль, 1972 (в соавт. с А. Г. Аганбегяном и А. Г. Гранбергом);
- Модели и методы экономической кибернетики. — М.: Экономика, 1973;
- Основы согласования плановых решений. — М.: Наука, 1978;
- Имитационные системы в планировании экономических объектов. — М.: Наука, 1980 (в соавт. с Н. Е. Егоровой);
- Интеллектная система в отраслевом планировании. — М.: Наука, 1989 (в соавт.);
- О методах регулирования рыночных процессов / Система поддержки экономических решений. — М.: ЦЭМИ АН СССР, 1991;
- Имитационное моделирование в задачах планирования и управления экономикой. — М.: ЦЭМИ АН СССР, 1991 (в соавт.);
- Экономико-математические методы и модели (микроэкономика). Учебное пособие. — М.: РУДН, 1999 (в соавт.);
- Современные методы управления технологическим развитием. — М.: «РОССПЭН», 2001 (в соавт.);
- Механизмы технологического развития экономики России. — М.: Наука, 2003 (в соавт.)

Циклы статей в журналах
- «Экономика и математические методы»,
- «Экономическая наука современной России»,
- «Проблемы прогнозирования»,
- «Вопросы экономики»,
- «Концепции»,
- «ЭКО»,
- «Менеджмент в России и за рубежом».